# Liam Kelly (calciatore 1996)
Liam Patrick Kelly (Glasgow, 23 gennaio 1996) è un calciatore scozzese, portiere dei Rangers e della nazionale scozzese.

## Carriera

### Club
Nel 2019 viene acquistato dal QPR.
Il 6 gennaio 2021 viene ceduto in prestito al Motherwell.
Il 5 luglio 2021 viene riscattato dal club.

### Nazionale
Il 17 ottobre 2023, dopo avere ricevuto convocazioni ma senza mai giocare, fa il suo esordio con la Scozia nella sconfitta per 4-1 contro la Francia. Al contempo diviene il primo portiere del Motherwell a giocare in nazionale maggiore dopo Allan McClory (1934).

## Statistiche
Statistiche aggiornate al 16 agosto 2025.

### Presenze e reti nei club
| Stagione          | Squadra           | Campionato        | Campionato | Campionato | Coppe nazionali | Coppe nazionali | Coppe nazionali | Coppe continentali | Coppe continentali | Coppe continentali | Altre coppe | Altre coppe | Altre coppe | Totale | Totale | Totale |
| Stagione          | Squadra           | Comp              | Pres       | Reti       | Comp            | Pres            | Reti            | Comp               | Pres               | Reti               | Comp        | Pres        | Reti        | Pres   | Reti   |        |
| ----------------- | ----------------- | ----------------- | ---------- | ---------- | --------------- | --------------- | --------------- | ------------------ | ------------------ | ------------------ | ----------- | ----------- | ----------- | ------ | ------ | ------ |
| 2015-2016         | East Fife         | 3D                | 16         | -14        | CS+CdL+CC       | 0               | 0               |                    | -                  | -                  |             | -           | -           | 16     | -14    |        |
| 2016-2017         | Livingston        | 2D                | 34         | -32        | CS+CdL+CC       | 2+4+0           | -2;-7;0         |                    | -                  | -                  |             | -           | -           | 40     | -41    |        |
| 2017-2018         | Rangers           | SP                | 0          | 0          | CS+CdL+CC       | 0               | 0               |                    | -                  | -                  |             | -           | -           | 0      | 0      |        |
| 2018-2019         | Livingston        | SP                | 36         | -40        | CS+CdL+CC       | 1+5+0           | -1;-2;0         |                    | -                  | -                  |             | -           | -           | 42     | -43    |        |
| Totale Livingston | Totale Livingston | Totale Livingston | 70         | -72        |                 | 12              | -12             |                    | -                  | -                  |             | -           | -           | 82     | -84    |        |
| 2019-2020         | QPR               | FLC               | 19         | -29        | FACup+CdL       | 1+2             | -1+-5           |                    | -                  | -                  |             | -           | -           | 22     | -35    |        |
| 2020-gen. 2021    | QPR               | FLC               | 0          | 0          | FACup+CdL       | 0               | 0               |                    | -                  | -                  |             | -           | -           | 0      | 0      |        |
| Totale QPR        | Totale QPR        | Totale QPR        | 19         | -29        |                 | 3               | -6              |                    | -                  | -                  |             | -           | -           | 22     | -35    |        |
| gen.-giu. 2021    | Motherwell        | SP                | 18         | -24        | SC+CdL          | 3+0             | -3+0            |                    | -                  | -                  |             | -           | -           | 21     | -27    |        |
| 2021-2022         | Motherwell        | SP                | 38         | -61        | SC+CdL          | 3+5             | -4+-5           |                    | -                  | -                  |             | -           | -           | 46     | -70    |        |
| 2022-2023         | Motherwell        | SP                | 38         | -51        | SC+CdL          | 2+2             | -3+-4           | UECL               | 2                  | -3                 |             | -           | -           | 44     | -61    |        |
| 2023-2024         | Motherwell        | SP                | 38         | -59        | SC+CdL          | 2+3             | -3+-1           | -                  | -                  | -                  |             | -           | -           | 43     | -63    |        |
| Totale Motherwell | Totale Motherwell | Totale Motherwell | 132        | -195       |                 | 20              | -23             |                    | 2                  | -3                 |             | -           | -           | 154    | -221   |        |
| 2024-2025         | Rangers           | SP                | 10         | -10        | CS+CdL          | 1+0             | -1+0            | UCL+UEL            | 0+2                | -2                 | -           | -           | -           | 12     | -11    |        |
| 2025-2026         | Rangers           | SP                | 0          | 0          | CS+CdL          | 0+1             | 0+-2            | UCL                | 0                  | 0                  | -           | -           | -           | 1      | -2     |        |
| Totale Rangers    | Totale Rangers    | Totale Rangers    | 10         | -10        |                 | 2               | -3              |                    | 2                  | -2                 |             | -           | -           | 13     | -13    |        |
| Totale carriera   | Totale carriera   | Totale carriera   | 247        | -320       |                 | 37              | -44             |                    | 4                  | -5                 |             | -           | -           | 288    | -369   |        |

### Cronologia presenze e reti in nazionale
| Cronologia completa delle presenze e delle reti in nazionale ― Scozia | Cronologia completa delle presenze e delle reti in nazionale ― Scozia | Cronologia completa delle presenze e delle reti in nazionale ― Scozia | Cronologia completa delle presenze e delle reti in nazionale ― Scozia | Cronologia completa delle presenze e delle reti in nazionale ― Scozia | Cronologia completa delle presenze e delle reti in nazionale ― Scozia | Cronologia completa delle presenze e delle reti in nazionale ― Scozia | Cronologia completa delle presenze e delle reti in nazionale ― Scozia |
| Data                                                                  | Città                                                                 | In casa                                                               | Risultato                                                             | Ospiti                                                                | Competizione                                                          | Reti                                                                  | Note                                                                  |
| --------------------------------------------------------------------- | --------------------------------------------------------------------- | --------------------------------------------------------------------- | --------------------------------------------------------------------- | --------------------------------------------------------------------- | --------------------------------------------------------------------- | --------------------------------------------------------------------- | --------------------------------------------------------------------- |
| 17-10-2023                                                            | Villeneuve d'Ascq                                                     | Francia                                                               | 4 – 1                                                                 | Scozia                                                                | Amichevole                                                            | -3                                                                    | 46’                                                                   |
| Totale                                                                |                                                                       | Presenze                                                              | 1                                                                     |                                                                       | Reti                                                                  | -3                                                                    |                                                                       |